# Semeniwka (hromada Krynyczky)
Semeniwka (ukr. Семенівка) – wieś na Ukrainie, w obwodzie dniepropetrowskim, w rejonie kamjańskim, w hromadzie Krynyczky. W 2001 liczyła 1303 mieszkańców, spośród których 1155 wskazało jako ojczysty język ukraiński, 114 rosyjski, 4 mołdawski, 4 białoruski, 3 ormiański, 6 inny, a 17 osób się nie zadeklarowało.